# Björnen 2

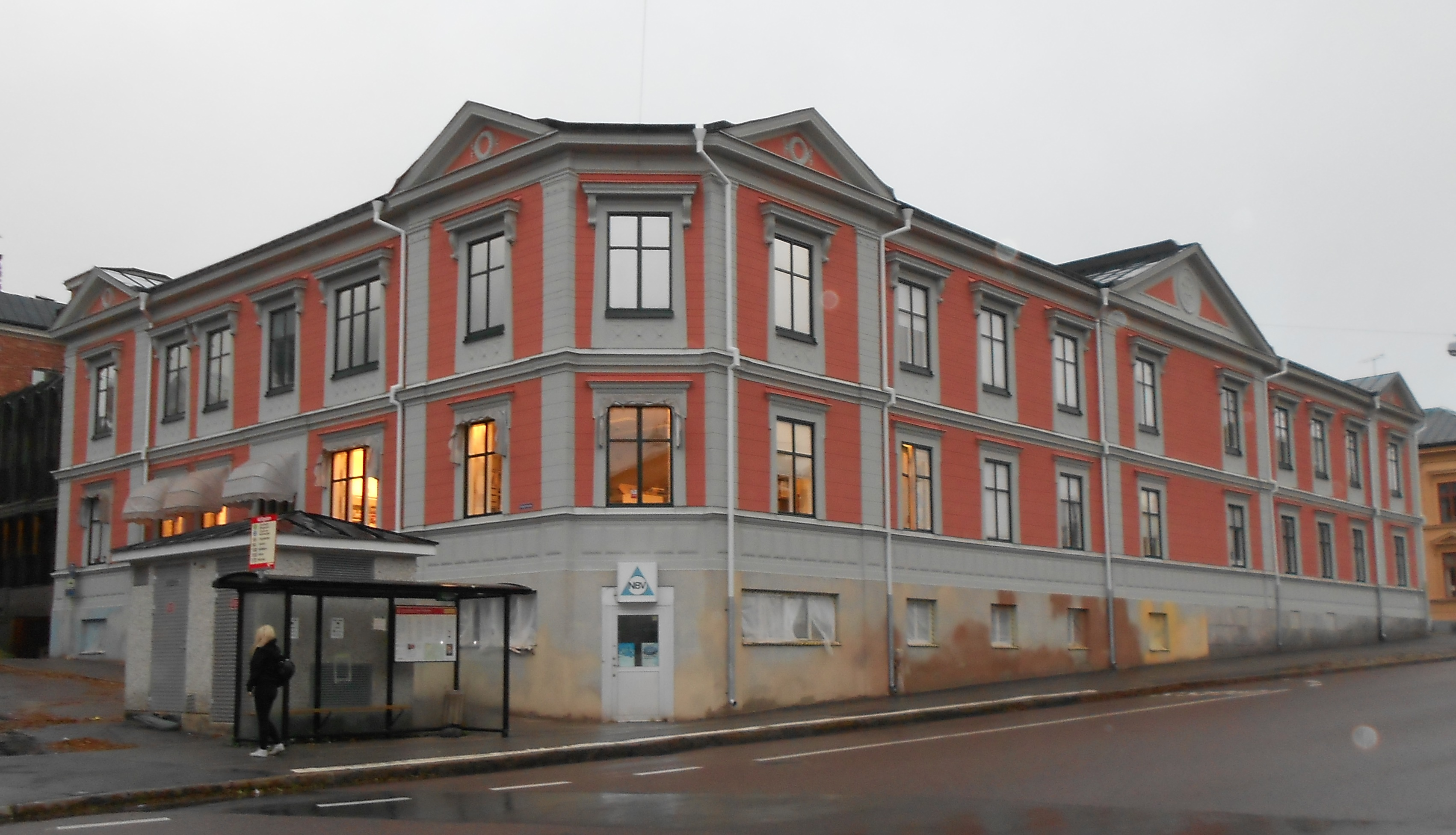
Björnen 2.

Björnen 2 är en byggnad i kvarteret Björnen vid Källgatan i Söderhamn.
Björnen 2 uppfördes 1879 i nyrenässansstil som bostad åt bokhandlare M. Sandberg efter ritningar av Johan Erik Stenberg. Efter en brand 1890 gjordes vissa ombyggnader av interiören och under 1900-talet tillhörde byggnaden Bergvik och Ala AB.